# ISO 3166-2:EE
ISO 3166-2:EE é o subconjunto de códigos definidos em ISO 3166-2, parte do padrão ISO 3166 publicado pela Organização Internacional para Padronização (ISO), para os nomes dos principais subdivisões da Estônia.
Atualmente para a Estônia, os códigos ISO 3166-2 são definidas por 15 regiões.
Cada código compõe-se de duas partes, separadas por um hífen. A primeira parte é EE, o código de Estônia ISO 3166-1 alfa-2, e a segunda parte é formado por dois dígitos.

## Códigos atuais
| Código | Subdivisão nome |
| ------ | --------------- |
| EE-37  | Harjumaa        |
| EE-39  | Hiiumaa         |
| EE-44  | Ida-Virumaa     |
| EE-49  | Jõgevamaa       |
| EE-51  | Järvamaa        |
| EE-57  | Läänemaa        |
| EE-59  | Lääne-Virumaa   |
| EE-65  | Põlvamaa        |
| EE-67  | Pärnumaa        |
| EE-70  | Raplamaa        |
| EE-74  | Saaremaa        |
| EE-78  | Tartumaa        |
| EE-82  | Valgamaa        |
| EE-84  | Viljandimaa     |
| EE-86  | Võrumaa         |